# Porter Airlines
Porter Airlines is een Canadese luchtvaartmaatschappij gevestigd in Toronto. Ze opereert vanaf Toronto City Airport, een kleine luchthaven in Toronto. De luchthaven ligt in het midden van Toronto op een eiland en wordt daarom ook wel 'Toronto Island Airport' genoemd. 

## Vloot
Porter Airlines gebruikt alleen de Bombardier-series omdat grotere vliegtuigen niet zouden kunnen opstijgen vanaf Toronto Island Airport. De vloot van Porter Airlines bestaat uit de volgende vliegtuigen:
| Vliegtuigtype    | Aantal | Bestellingen | Opties | Passagiers |
| ---------------- | ------ | ------------ | ------ | ---------- |
| Bombardier Q400  | 26     | 0            | 0      | 70         |
| Bombardier CS100 | 0      | 12           | 18     | 107        |
| Totaal           | 26     | 12           | 18     |            |

De bestellingen van de Bombardier CS100 zullen alleen doorgaan als de geplande baanverlening van Toronto Island Airport doorgaat.